# New Hollywood
New Hollywood bezeichnet US-amerikanische Filme, die von 1967 bis Ende der 1970er Jahre das traditionelle Hollywood-Kino modernisierten. Als Vorläufer des New Hollywood entstanden mit Die Reifeprüfung und Bonnie und Clyde noch zwei Filme im klassischen Studiosystem, die sich formal wie thematisch von den bis dato gängigen Hollywood-Produktionen unterschieden und damit sehr erfolgreich waren. Die Regisseure orientierten sich vor allem an François Truffaut und Ingmar Bergman.
Nahezu alle New-Hollywood-Filme zeichnen sich durch eine gesellschaftskritische Grundhaltung aus. Einige Regisseure modernisierten die klassischen Genres des Hollywood-Kinos (Western, Film noir etc.) oder dekonstruierten sie, indem sie absichtlich gegen Genre-Konventionen verstießen. Typisch für New Hollywood sind inhaltliche oder filmästhetische Experimente mit ambivalenten Außenseitern als Protagonisten, der Bruch mit traditionellen Erzählweisen und der Verzicht auf ein Happy End. Die relativ kurze New-Hollywood-Ära gilt als eine der künstlerisch bedeutendsten Phasen des amerikanischen Films.

## Das alte Hollywood

### Die „goldene Ära“
Bevor das New Hollywood erfolgreich war, gab es das klassische Hollywood-Kino – von vielen als „Golden Age“, als „goldene Ära“ bezeichnet. Unter dem Golden Age versteht man allgemein die Zeit zwischen den frühen 1930er und späten 1950er Jahren. Diese Hollywood-Ära wurde von den Produktionsstrukturen und den Genres geprägt, die sich bereits während der Stummfilmzeit herausgebildet hatten. Auch das Starsystem der Traumfabrik hatte sich bereits während der 1920er Jahre etabliert. Viele Filme des Golden Age können einem genau definierten Genre zugeordnet werden (Western, Komödie, Abenteuerfilm) und sind mit den dafür geeigneten Stars besetzt (Western – John Wayne; Komödie – Cary Grant; Abenteuerfilm – Errol Flynn). Während dieser Zeit hatten die großen Filmstudios jahrzehntelang die gesamte Produktions- und Verwertungskette unter Kontrolle – sie stellten die Filme also nicht nur her, sondern vertrieben sie auch über ihre eigenen Kinoketten.
Diese Produktionsstrukturen waren sowohl in kommerzieller wie künstlerischer Hinsicht ergiebig. Obwohl die Filmherstellung während des Golden Age sozusagen „automatisiert“ war, schufen Regisseure wie Frank Capra, Howard Hawks, John Ford, Alfred Hitchcock, John Huston, Fred Zinnemann oder Billy Wilder bedeutende Meisterwerke. Einige dieser Filme wirkten stilbildend und haben Maßstäbe gesetzt. Während des Golden Age arbeiteten viele der weltbesten Regisseure, Schauspieler, Autoren, Kameramänner oder Komponisten in Hollywood – nicht zuletzt wegen der sehr guten Verdienstmöglichkeiten. Die handwerkliche Grundqualität der Golden-Age-Filme ist deshalb in der Regel beachtlich.
Erfolgsrezepte wurden während des Golden Age jahrelang variiert (z. B. Tony Curtis als „Pretty Boy“, Rock Hudson und Doris Day als Traumpaar der romantischen Komödie), und als das Fernsehen aufkam und zu einer ernsthaften Bedrohung wurde, reagierte Hollywood mit erfolgreichen Monumentalepen wie Die zehn Gebote, Ben Hur oder Spartacus. Viele der alten Hollywood-Filme spielten in einer Traumwelt und bedienten die eskapistischen Bedürfnisse eines Publikums, das im Kino nicht mit den sozialen Realitäten konfrontiert werden wollte.

### Die Krise
In den frühen 1960er Jahren gelangte die „Traumfabrik Hollywood“ mit ihren bewährten Rezepten an einen toten Punkt. Berühmte Regisseure wie Hitchcock oder Ford hatten ihr Hauptwerk abgeschlossen. Die legendären Golden-Age-Stars waren tot (Humphrey Bogart, Gary Cooper) oder kamen in die Jahre (Cary Grant, John Wayne). Und die großen Studios wurden von alten Männern wie Jack L. Warner geleitet, die teils seit der Stummfilmzeit ihren Posten bekleideten und keinen Kontakt mehr mit der gesellschaftlichen Realität hatten. Immer mehr Filme wurden am Publikum vorbei produziert, und in einem verzweifelten Versuch, ihre Zuschauer zurückzugewinnen, pumpten die Studios Mitte der 1960er Jahre enorme Summen in künstlerisch unbedeutende Monumentalfilme und Musicals, die nicht mehr das Publikum in Massen anzogen, wie es in der Vergangenheit der Fall war. Die Zeit für eine grundlegende Erneuerung war gekommen.

## Das New Hollywood setzt sich durch

### Erste Erfolge
Das künstlerische Vakuum, das Mitte der 1960er Jahre in Hollywood sichtbar wurde, ermöglichte es jungen Filmemachern, eine neue Art von Kino zu etablieren. Arthur Penn drehte mit Bonnie und Clyde (1967) einen erfolgreichen Gangsterfilm, dessen skeptische Anti-Establishment-Haltung – kombiniert mit einem lyrischen, modernen Erzählstil – haargenau den Zeitgeist traf. Ähnliches gelang Mike Nichols mit Die Reifeprüfung (1967), in dem Dustin Hoffman (dem mit dieser Rolle der Durchbruch gelang) als frustrierter College-Absolvent gegen die langweilige, moralisch korrupte Spießerwelt der Elterngeneration rebelliert.
Den ersten großen Erfolg verbuchte das New-Hollywood-Kino mit dem Road-Movie Easy Rider, den Regisseur Dennis Hopper 1969 zunächst unabhängig realisierte und der erst als fertiger Film von der Filmindustrie aufgekauft wurde. Die Hippie-Helden des Films – dargestellt von Dennis Hopper, Peter Fonda und Jack Nicholson – fallen mordlüsternen Hinterwäldlern zum Opfer. Der mit 400.000 Dollar billig produzierte Film wurde von der „Woodstock-Generation“ mit Begeisterung aufgenommen und weltweit zu einem großen Hit, der etwa 20 Mio. Dollar einspielte.
Der ehemalige Fernsehregisseur Robert Altman drehte mit M*A*S*H (1970) einen ätzend-satirischen Anti-Kriegsfilm über den Koreakrieg, dessen hippieske Helden (unter anderem Donald Sutherland) soldatische Tugenden ad absurdum führen. Der ehemalige Filmeditor Hal Ashby realisierte mit Harold und Maude (1971) und Das letzte Kommando  (1973) zwei New-Hollywood-Filme mit einem ganz eigenen Blick auf die gesellschaftlichen Verhältnisse. John Cassavetes arbeitete als Schauspieler in kommerziellen Hollywood-Produktionen (Das dreckige Dutzend) und sezierte als Regisseur die Krisen und Neurosen von Durchschnittsamerikanern in mittleren Jahren (Eine Frau unter Einfluß, 1974).

### Western
Hollywood-Veteran Sam Peckinpah realisierte in einem unverwechselbaren, kraftvoll-poetischen Stil pessimistische Spät-Western wie The Wild Bunch – Sie kannten kein Gesetz (1969) oder Pat Garrett jagt Billy the Kid (1973). Peckinpahs sympathische Outlaws scheiterten – wie auch die von Regisseur George Roy Hill als liebenswert interpretierten Wildwest-Ganoven im Kinoerfolg Zwei Banditen (1969) – an einer massiv aufmarschierten Staatsmacht, die sie gnadenlos niederschoss. Im von Arthur Penn gedrehten unterhaltsam-satirischen Anti-Western Little Big Man (1969) spielte Dustin Hoffman einen freundlichen Anti-Helden inmitten der Indianerkriege. Die im Unterschied zu den meisten vorausgehenden Western als sympathisch dargestellten Indianer werden von den Truppen des bis dahin als vermeintlicher Nationalheld geltenden General Custer – der sich im Film als Psychopath entpuppt – brutal abgeschlachtet.
Robert Altman verweigerte sich in McCabe & Mrs. Miller (1971) allen Regeln des Genres und zeigte illusionslose Glücksritter in einer verschlammten Western-Stadt. In Arthur Penns Duell am Missouri lieferte Marlon Brando 1975 als bizarrer Killer die Travestie eines Western-Schurken. Für Sydney Pollack spielte Robert Redford die Rolle eines jungen Trappers, der die Schönheit und Grausamkeit der Rocky Mountains kennenlernt (Jeremiah Johnson, 1971).

### Komödien
Der ehemalige Bühnenkomiker Woody Allen begann Ende der 1960er Jahre damit, die (Sexual-)Neurosen des modernen urbanen Mannes in originellen Komödien wie Der Stadtneurotiker (1977) zu thematisieren. Der bebrillte, schmächtige, hibbelige Allen, der als sein eigener Hauptdarsteller agierte, war einer der typischen Anti-Helden der Ära. Allen schrieb die Drehbücher, führte Regie und war der Hauptdarsteller. United Artists als sein Stammfilmverleih der 1970er Jahre ermöglichte ihm diese Freiheit und profitierte auch von dessen künstlerischen und kommerziellen Erfolg beim Publikum.
Mel Brooks gelang eine Reihe origineller Genre-Parodien wie z. B. Frankenstein Junior (1974) oder Silent Movie (1976), in denen das klassische Hollywood respektlos, doch liebevoll verulkt wurde.

### Horrorfilme
George A. Romero begründete mit dem aggressiven No-Budget-Streifen Die Nacht der lebenden Toten (1969) den modernen Horrorfilm. Die Bedrohung ging von zu Zombies mutierten Bürgern aus. John Carpenter drehte eine Reihe brillanter, niedrig budgetierter Thriller wie Assault – Anschlag bei Nacht (1976) und Halloween – Die Nacht des Grauens (1978), die sich durch ihre düstere, pessimistische Grundhaltung auszeichneten. Im Horror-Kultfilm Texas-Kettensägenmassaker (1974) von Tobe Hooper wurden friedliche Hippies in der US-Provinz von psychopathischen Farmern abgeschlachtet. In Rosemaries Baby (1968), Der Exorzist (1973) und Das Omen (1976) sorgten „Teufelskinder“ für Angst und Schrecken – alle drei Filme konnten auch als Allegorien auf den damals aktuellen Generationenkonflikt interpretiert werden.

### Science Fiction
Der amerikanische Science-Fiction-Film dieser Ära zeichnet sich durch eine durchweg zivilisationskritische, pessimistische Stimmung aus. In Planet der Affen (1968) und Der Omega-Mann (1970) erlebt Charlton Heston in postapokalyptischen Welten beklemmende Abenteuer. … Jahr 2022 … die überleben wollen (1973; wieder mit Heston) zeigt die Endphase der westlichen Zivilisation, die von Smog, Umweltverschmutzung und einem neuen Kannibalismus geprägt ist. In Lautlos im Weltraum (1972) von Douglas Trumbull werden die letzten Wälder des Planeten Erde in einem Gewächshaus-Raumschiff gepflegt (das auf höheren Befehl gesprengt werden soll). In Andromeda – Tödlicher Staub aus dem All (1971) von Regie-Veteran Robert Wise attackieren außerirdische Mikroorganismen ein Geheimlabor, in Crazies (1973) von George A. Romero lassen biologische Kampfstoffe friedliche Dorfbewohner zu Killern mutieren. 2001: Odyssee im Weltraum, 1968 von Stanley Kubrick in England gedreht, erzählt in vier Akten die Geschichte von Vormenschen in der afrikanischen Savanne zu einer Raumstation im Jahre 1999 und einer Reise zum Jupiter bis „hinter die Unendlichkeit“.
John Carpenter zeigte in Dark Star – Finsterer Stern (1974) die absurden Abenteuer einer Raumschiffbesatzung, die damit beauftragt ist, „instabile Planeten“ zu sprengen. In THX 1138 (1971) von George Lucas rebellieren die kahlgeschorenen Opfer einer aseptischen Zukunftsdiktatur gegen ihre Peiniger. Phase IV (1974) von Saul Bass zeigt ein Wissenschaftler-Team im vergeblichen Kampf gegen die überlegene Intelligenz eines Ameisen-Kollektivs. Ridley Scotts stilbildender Kultfilm Alien – Das unheimliche Wesen aus einer fremden Welt (1978) erzählte in alptraumhaften Bildern, wie eine Raumschiffbesatzung von einem unbesiegbaren Außerirdischen dezimiert wird. Eine totalitäre, post-apokalyptische Gesellschaft und deren Befreiung wird in Flucht ins 23. Jahrhundert (1976) von Michael Anderson gezeigt.

### Musikfilme
Die populäre Musik der 1960er und 1970er Jahre wurde in vielen New-Hollywood-Filmen als Soundtrack eingesetzt. Parallel dazu entstanden auch reine Musikfilme wie Head (1968), in dem Regisseur Bob Rafelson (nach einem Drehbuch von Jack Nicholson) die überdreht-psychedelischen Abenteuer der Retortenband The Monkees schilderte (Vorbild waren die stilprägenden Beatles-Filme von Richard Lester). D. A. Pennebaker dokumentierte in Dont Look Back (1967) eine Bob-Dylan-Tournee und in Monterey Pop (1968) das gleichnamige Musikfestival. Michael Wadleighs Woodstock-Film (1970) wurde zu einem Zeitdokument der Flower-Power-Generation. Martin Scorsese dokumentierte in The Last Waltz (1978) das Abschiedskonzert der Rock-Band The Band.

## Der Regisseur alsauteur
Bei den meisten New-Hollywood-Filmen gewann die Person des Regisseurs eine zentrale Bedeutung bei der Produktion. War in früheren Zeiten oft der Produzent oder Studioboss die entscheidende Figur bei der Herstellung eines Films, rückten die Regisseure nun in die wichtigste Machtposition vor.
Die meisten von ihnen sahen sich in der Tradition des europäischen Autorenfilms als den so genannten „auteur“ ihrer Werke, der in die Produktion, die Drehbucherstellung, den Schnitt involviert war. Tatsächlich gingen viele der inhaltlichen und stilistischen Entwicklungen des New Hollywood auf die wegweisenden Filme der französischen Nouvelle Vague zurück.
Die meisten New-Hollywood-Regisseure waren von den Qualitäten des europäischen Kinos begeistert und bewunderten Regisseure wie François Truffaut, Jean-Luc Godard, Jean Renoir, Ingmar Bergman, Federico Fellini, Luchino Visconti oder Michelangelo Antonioni. Sie hatten für die standardisierten Kommerzfilme Hollywoods nur Verachtung übrig und wollten einer individuellen Vision folgen. Sie wollten Filme drehen, die tiefgründig, subtil und künstlerisch relevant waren.
Mehr noch als beim europäischen Autorenfilm blieb dabei der Kreis der Personen, die eine Chance erhielten, als Regisseur zu arbeiten, auf Männer beschränkt.

## Neue Themen, neue Technik, neue Stars

### Themen
New-Hollywood-Filme waren meist nahe an der gesellschaftlichen Realität und nahmen oft die Themen der Protestbewegungen auf, die gegen die erstarrten sozialen Strukturen und den Vietnamkrieg rebellierten und eine gesellschaftliche Liberalisierung forderten. In einigen New-Hollywood-Filmen wurde die populäre Musik dieser Ära eingesetzt: Bob Dylan, Cat Stevens, Simon & Garfunkel, The Doors, Steppenwolf, The Rolling Stones.
New-Hollywood-Geschichten spielten nicht in einer hermetischen Traumwelt, sondern erzählten in der Regel von echten Menschen mit realen Problemen. Die Protagonisten wurden nicht heroisiert, sondern in ihren Handlungen und Motiven hinterfragt und analysiert. Viele von ihnen gingen an den Realitäten zugrunde oder wurden in ihrem – oft tödlichen – Scheitern zu Märtyrern, die „das System“ im moralischen Sinne besiegt hatten.
Die Vertreter der staatlichen Autoritäten waren korrupt, psychopathisch, intrigant. Mächtige Männer und hohe Funktionsträger erwiesen sich als moralische Bankrotteure. Undurchsichtige Geheimdienst-Intrigen bedrohten harmlose Durchschnittsbürger. Hinter den Fassaden der Wohlanständigkeit taten sich Abgründe auf. Das New Hollywood spiegelte auf diese Weise die Verunsicherung und die Paranoia der Vietnam- und Watergate-Ära wider. Noch während das New Hollywood seine größten Erfolge feierte, wurde Präsident Richard Nixon als Lügner entlarvt und musste zurücktreten.

### Technik/Ästhetik
Auf der technischen Seite wurde die neue Art des Geschichten-Erzählens durch kleine, handliche Kameras und empfindlicheres Filmmaterial möglich. Die Filmemacher konnten die Studios verlassen und vor Ort drehen, teilweise in einem fast dokumentarischen Stil ohne zusätzliches Licht. Der typische Look vieler Filme dieser Ära hat genau diesen Charme des inszenierten Dokumentarfilms (Asphalt-Cowboy, Hexenkessel, Brennpunkt Brooklyn). Dieser „realistische“ Ansatz, der den objektiven Blick auf die Welt zum Ausdruck bringen wollte, wurde oft kombiniert mit einer widersprüchlich scheinenden Technik, dem „Expressionistischen“ – einem erhöhten Einsatz von Stilmitteln, um die Subjektivität des Sehens zu unterstreichen. Vorläufer des realistischen Ansatzes waren vor allem die Werke von Dokumentarfilmern wie Richard Leacock, D. A. Pennebaker, David und Albert Maysles.

### Stars
Die Rollen im New-Hollywood-Kino wurden in der Regel nicht mit etablierten Hollywood-Stars besetzt (für die in den späten 1960ern in vielen Fällen ein Karriere-Abstieg begann). Stattdessen kamen unangepasste, unglamouröse, doch hochtalentierte Darsteller zum Einsatz, die einen ganz neuen Realismus in ihr Spiel einbrachten: Gene Hackman, Robert Duvall, Martin Sheen, John Cazale, Gene Wilder, Richard Dreyfuss, Donald Sutherland, Elliott Gould oder Bruce Dern. Viele von ihnen kamen vom New Yorker Off-Broadway und hätten im alten Hollywood-System bestenfalls Nebenrollen erhalten. Als die wichtigsten Schauspieler der Ära erwiesen sich Jack Nicholson, Robert De Niro, Dustin Hoffman und Al Pacino. Sie stiegen durch ihre intensiven Rollengestaltungen zu Superstars auf und konnten sich für Jahrzehnte an der Spitze von Hollywood halten.
Andere Darsteller entsprachen zwar äußerlich dem Typus des Filmstars, brachten aber eine skeptische, „unglamouröse“ Grundhaltung in ihr Spiel ein. Steve McQueen, Warren Beatty und Robert Redford, die bereits Anfang der 60er Jahre in Hollywood aktiv gewesen waren, erreichten erst während der New-Hollywood-Ära Top-Star-Status. Beatty und Redford profilierten sich auch als Regisseure und Produzenten. Auch Ryan O’Neal, Burt Reynolds und Jon Voight spielten wichtige New-Hollywood-Rollen. Top-Stars, die bereits in den 1950er oder gar 1940er Jahren erfolgreich gewesen waren, z. B. Paul Newman und Burt Lancaster, arbeiteten ebenfalls für die wichtigsten Regisseure der Ära. Der legendäre Marlon Brando wurde nach einem jahrelangen Karrieretief erfolgreich reaktiviert und spielte unter anderem die berühmte Rolle des „Paten“.
Da die New-Hollywood-Filme in der Regel „männliche“ Themen behandelten und mit männlichen Hauptdarstellern gedreht wurden, konnten sich während dieser Ära nur relativ wenige Schauspielerinnen durchsetzen. Wichtige Protagonistinnen des New-Hollywood-Kinos waren Meryl Streep, Faye Dunaway, Jane Fonda, Barbra Streisand, Diane Keaton, Sissy Spacek, Sigourney Weaver, Jill Clayburgh, Ali MacGraw, Ellen Burstyn oder Karen Black.

## Weitere wichtige Protagonisten
Auch die folgenden Personen waren für das New Hollywood bedeutsam:
- Produzenten: Bert Schneider (Easy Rider, Ein Mann sucht sich selbst, Die letzte Vorstellung), Robert Evans (Der Pate, Chinatown, Der Marathon-Mann)
- Drehbuchautoren: William Goldman (Zwei Banditen, Die Unbestechlichen, Der Marathon-Mann), Robert Towne (Bonnie & Clyde, Das letzte Kommando, Chinatown), Rudy Wurlitzer (Asphaltrennen, Pat Garrett jagt Billy The Kid), Buck Henry (Die Reifeprüfung, Catch-22, Is’ was, Doc?), Mario Puzo (Der Pate, Der Pate – Teil II), John Milius (Jeremiah Johnson, Der weiße Hai, Apocalypse Now), Robert Benton (Bonnie & Clyde, Is’ was, Doc?), Paul Schrader (Taxi Driver, Schwarzer Engel, Wie ein wilder Stier)
- Kameraleute: Vilmos Zsigmond (McCabe & Mrs. Miller, Beim Sterben ist jeder der erste, Sugarland Express), László Kovács (Easy Rider, Ein Mann sucht sich selbst, Shampoo), Conrad L. Hall (Zwei Banditen, Der Marathon Mann), Gordon Willis (Klute, Der Pate, Zeuge einer Verschwörung, Die Unbestechlichen), Owen Roizman (French Connection – Brennpunkt Brooklyn, Der Exorzist, Die drei Tage des Condor)
- Filmeditoren: Marcia Lucas (American Graffiti, Alice lebt hier nicht mehr, Krieg der Sterne), Verna Fields (Is’ was, Doc?, Paper Moon, Der weiße Hai), Thelma Schoonmaker (Woodstock, Wie ein wilder Stier), Sam O’Steen (Die Reifeprüfung, Catch-22, Chinatown), Walter Murch (Der Dialog, Der Pate I und II, Apocalypse Now)

Pauline Kael, Amerikas einflussreichste Filmkritikerin, förderte das New-Hollywood-Kino durch positive Artikel und Besprechungen und war mit einigen der Protagonisten befreundet.

## Der Höhepunkt

### Friedkin, Bogdanovich und Polański
In den frühen 1970er Jahren erreichte das New-Hollywood-Kino seinen künstlerischen und kommerziellen Höhepunkt. Regisseure, die kurz davor noch Low-Budget-Filme gedreht hatten, eroberten sich ein weltweites Massenpublikum.
William Friedkin inszenierte 1971 mit Brennpunkt Brooklyn den Prototyp des modernen Polizeifilms und zeigte Gene Hackman als fanatischen, latent rassistischen Drogenfahnder. Friedkin übertraf diesen Erfolg zwei Jahre später mit dem kommerziell sehr erfolgreichen, kontrovers diskutierten Horrorfilm Der Exorzist.
Der Film-Narr Peter Bogdanovich war zuerst mit dem melancholischen Coming-of-Age-Film Die letzte Vorstellung (1970) und dann mit der übermütigen Komödie Is’ was, Doc? (1972) sehr erfolgreich.
Der Pole Roman Polański lebte seit vielen Jahren in Hollywood und überzeugte Kritik und Publikum mit dem doppelbödigen, brillant inszenierten Krimi Chinatown (1974), in dem Jack Nicholson eine denkwürdige Vorstellung als Privatdetektiv mit aufgeschlitzter Nase gibt.

### Francis Ford Coppola
Noch erfolgreicher war der Italo-Amerikaner Francis Ford Coppola, der 1972 mit dem Mafia-Epos Der Pate Kritik und Publikum faszinierte. Der Pate, für viele der beste Film aller Zeiten, zeigte Marlon Brando in der gerne parodierten Rolle des barocken Mafia-Chefs, dessen altmodische Ehrbegriffe von seinen skrupellosen Nachfolgern und Konkurrenten nicht geteilt werden. Mit dem ebenso brillant inszenierten Nachfolger Der Pate II (1974) und dem faszinierenden Vietnam-Epos Apocalypse Now (1979) etablierte sich Coppola als wichtigster Regisseur der 1970er Jahre.
Den Filmen von Coppola, Friedkin und Bogdanovich ist gemein, dass sie den radikalen Chic des New Hollywood in einen gemäßigten, massentauglichen Stil transformierten. Dass sie damit auch den Niedergang des New Hollywood einläuteten, indem sie das Blockbuster-Kino erfanden, konnte wohl niemand ahnen.

## Die Endphase

### Martin Scorsese
Regisseur Martin Scorsese war Italo-Amerikaner wie Coppola. Wie dieser und viele andere New-Hollywood-Stars und -Regisseure kam er aus der Schule des B-Movie-Produzenten Roger Corman, der sich ein gut funktionierendes und sehr lukratives Off-Hollywood-Studiosystem aufgebaut hatte. Hier erlernten die späteren Regie-Stars ihr Handwerk, und Darsteller wie Nicholson, Hopper, De Niro, Dern oder Sylvester Stallone spielten bei Corman ihre ersten Rollen.
Scorsese überzeugte zunächst 1973 mit Hexenkessel, einem betont realistischen Porträt New Yorker Straßenganoven. 1976 gelang ihm mit Taxi Driver ein zeitloses Meisterwerk. Robert De Niro brillierte in der Rolle eines entwurzelten Vietnam-Veteranen, der in den Straßen von New York einen Rachefeldzug startet. Das beklemmende Boxerdrama Wie ein wilder Stier – mit einer legendären Darstellung De Niros – wurde 1980 ein weiterer Klassiker.
Bis Mitte der 1970er Jahre drehten etablierte New-Hollywood-Veteranen wie Nichols, Altman oder Penn mit wechselndem, oft nachlassendem Erfolg regelmäßig Filme. Andere Regisseure wie z. B. George Roy Hill, Sydney Pollack, Miloš Forman oder Alan J. Pakula fertigten in einem modernen, interessanten, kommerziell erfolgreichen Stil Filme wie Der Clou (1973), Einer flog über das Kuckucksnest (1975) oder Die Unbestechlichen (1976), die sich dezent die Traditionen des New Hollywood nutzbar machten, aber betont massenkompatibel inszeniert wurden.

### Lucas, Spielberg und das Blockbuster-Kino
Der Niedergang des New Hollywood vollzog sich parallel zum Aufstieg der Regisseure George Lucas und Steven Spielberg. Der ehemalige Fernsehregisseur Spielberg, der mit dem Thriller Duell (1971) auf sich aufmerksam gemacht hatte, war mit der ambitionierten Bonnie-&-Clyde-Variante Sugarland Express (1973) an den Kinokassen nicht erfolgreich. Sein Nachfolgefilm Der weiße Hai (1975) wurde dagegen ein kommerzieller Hit. Der weiße Hai wurde zu einer Art Blaupause für alle künftigen Sommer-Blockbuster. Mit dem optimistischen, visuell spektakulären UFO-Film Unheimliche Begegnung der dritten Art setzte Spielberg 1978 ein deutliches Gegengewicht zu den apokalyptischen Science-Fiction-Visionen der vorangegangenen Jahre.
Noch erfolgreicher als Spielberg war zu dieser Zeit George Lucas, dem 1973 mit dem wehmütigen American Graffiti ein erster Hit gelungen war. 1977 sprengte er mit dem Weltraumabenteuer Krieg der Sterne alle Rekorde und etablierte eine Art popkulturelle Ersatzreligion. Krieg der Sterne war ein guter, emotional ansprechender Science-Fiction-Film, der den Kampf zwischen Idealisten (Gut) und Egoisten (Böse) glorifiziert. Auf Jahrzehnte hinaus definierte er die neue, global akzeptierte Hitfilm-Formel von Hollywood (die Guten besiegen die Bösen, der Junge kriegt das Mädchen, viele Spezialeffekte). Der Blockbuster-Film inklusive weltweitem Merchandising (drei Fortsetzungen und drei Prequels) wurde zu einem Erfolgsrezept, das Hollywood bis heute anwendet.

## Die 1980er Jahre
Während der Reagan-Ära der 1980er Jahre etablierte sich ein optimistisch-patriotisches Hit-Kino (Rambo II – Der Auftrag, Top Gun). Spielberg und Lucas festigten ihre Position, indem sie als Regisseure/Produzenten im Fließband-Stil kommerziell höchst erfolgreiche Serienfilme herstellten (Krieg der Sterne, Indiana Jones, Zurück in die Zukunft), die harmloses Entertainment boten und durch teure Spezialeffekte aufgewertet wurden. Aufwändige Actionfilme ohne inhaltliche Ambitionen wie Aliens – Die Rückkehr oder Stirb langsam wurden zu weltweiten Hits und begründeten ein erfolgreiches neues Subgenre. Die Oberflächenreize von Werbespots und Musikvideos wurden erfolgreich für die große Leinwand adaptiert (Flashdance, 9 1/2 Wochen).
Wichtige New-Hollywood-Filmemacher wie Coppola, Penn oder Nichols drehten währenddessen als Auftragsregisseure Routinefilme. Die Karrieren von Friedkin, Bogdanovich, Ashby, Altman, Scorsese stagnierten.
Die Ära des New Hollywood war für immer vorbei, auch wenn Veteranen wie Altman oder Scorsese in den 1990er Jahren bei der Kritik wieder Erfolge feierten.

## Essentielle New-Hollywood-Filme
- 1967: Die Reifeprüfung von Mike Nichols, Bonnie und Clyde von Arthur Penn
- 1968: Gesichter von John Cassavetes, Bullitt von Peter Yates
- 1969: Easy Rider von Dennis Hopper, The Wild Bunch – Sie kannten kein Gesetz von Sam Peckinpah, Asphalt-Cowboy von John Schlesinger, Alice’s Restaurant von Arthur Penn, Nur Pferden gibt man den Gnadenschuß von Sydney Pollack
- 1970: M*A*S*H von Robert Altman, Little Big Man von Arthur Penn
- 1971: Die letzte Vorstellung von Peter Bogdanovich, Brennpunkt Brooklyn von William Friedkin, Uhrwerk Orange von Stanley Kubrick, Harold und Maude von Hal Ashby, Klute von Alan J. Pakula, Fluchtpunkt San Francisco von Richard Sarafian
- 1972: Der Pate von Francis Ford Coppola,  Beim Sterben ist jeder der Erste von John Boorman
- 1973: Hexenkessel von Martin Scorsese, American Graffiti von George Lucas, Badlands – Zerschossene Träume von Terrence Malick, Das letzte Kommando  von Hal Ashby, Serpico von Sidney Lumet
- 1974: Chinatown von Roman Polański, Der Dialog von Francis Ford Coppola, Der Pate – Teil II von Francis Ford Coppola, Alice lebt hier nicht mehr von Martin Scorsese, Eine Frau unter Einfluß von John Cassavetes
- 1975: Einer flog über das Kuckucksnest von Miloš Forman, Hundstage von Sidney Lumet, Nashville von Robert Altman, Die drei Tage des Condor von Sydney Pollack
- 1976: Taxi Driver von Martin Scorsese, Network von Sidney Lumet, Der Marathon-Mann von John Schlesinger, Die Unbestechlichen von Alan J. Pakula
- 1977: Der Stadtneurotiker von Woody Allen
- 1978: Die durch die Hölle gehen von Michael Cimino
- 1979: Apocalypse Now von Francis Ford Coppola, Kramer gegen Kramer von Robert Benton
- 1980: Wie ein wilder Stier von Martin Scorsese, Shining von Stanley Kubrick

## Die wichtigsten New-Hollywood-Regisseure mit ausgewählten Filmen
- Woody Allen: Woody, der Unglücksrabe (1969), Was Sie schon immer über Sex wissen wollten, aber bisher nicht zu fragen wagten (1972), Der Schläfer (1973), Der Stadtneurotiker (1977 – Oscar für beste Regie)
- Robert Altman: M*A*S*H (1970 – für Oscar nominiert), McCabe & Mrs. Miller (1971), Der Tod kennt keine Wiederkehr (1973), Nashville (1975 – für Oscar nominiert)
- Hal Ashby: Harold und Maude (1971), Das letzte Kommando  (1973), Shampoo (1975)
- Peter Bogdanovich: Bewegliche Ziele (1968), Die letzte Vorstellung (1971 – für Oscar nominiert), Is’ was, Doc? (1972), Paper Moon (1973)
- John Boorman: Point Blank (1967), Beim Sterben ist jeder der Erste (1972 – für Oscar nominiert)
- Mel Brooks: Frühling für Hitler (1968), Der wilde wilde Westen (auch Is was, Sheriff?) (1974), Frankenstein Junior (1974)
- John Carpenter: Dark Star – Finsterer Stern (1974), Assault – Anschlag bei Nacht (1976), Halloween (1978)
- John Cassavetes: Ehemänner (1970), Eine Frau unter Einfluß (1974), Die Ermordung eines chinesischen Buchmachers (1976)
- Michael Cimino: Die durch die Hölle gehen (1978 – Oscar für beste Regie), Heaven’s Gate (1980)
- Francis Ford Coppola: Der Pate (1972 – Oscar für beste Regie), Der Pate II (1974 – Oscar für beste Regie), Der Dialog (1974 – für Oscar nominiert), Apocalypse Now (1979 – für Oscar nominiert)
- Brian De Palma: Die Schwestern des Bösen (1973), Das Phantom im Paradies, (1974) Carrie – Des Satans jüngste Tochter (1976)
- Peter Fonda: Der weite Ritt (1971)
- Miloš Forman: Einer flog über das Kuckucksnest (1975 – Oscar für beste Regie), Hair (1978)
- Bob Fosse: Cabaret (1972), Lenny (1974 – für Oscar nominiert)
- William Friedkin: Brennpunkt Brooklyn (1971 – Oscar für beste Regie), Der Exorzist (1973 – für Oscar nominiert)
- Monte Hellman: Das Schießen (1967), Asphaltrennen (1971)
- George Roy Hill: Zwei Banditen (1969 – für Oscar nominiert), Schlachthof 5 (1972), Der Clou (1973 – Oscar für beste Regie)
- Tobe Hooper: Blutgericht in Texas (1974)
- Dennis Hopper: Easy Rider (1969), The Last Movie (1971)
- Norman Jewison: In der Hitze der Nacht (1967 – Oscar für beste Regie), Jesus Christ Superstar (1973), F.I.S.T. – Ein Mann geht seinen Weg (1978), … und Gerechtigkeit für alle (1979)
- George Lucas: THX 1138 (1971), American Graffiti (1973 – für Oscar nominiert)
- Sidney Lumet: Serpico (1973), Hundstage (1975 – für Oscar nominiert), Network (1976 – für Oscar nominiert)
- Paul Mazursky: Bob & Carol & Ted & Alice (1969), Alex im Wunderland (1970), Eine entheiratete Frau (1978 – für Oscar nominiert)
- Alan Meyerson: Ganoven auf Abwegen (1973)
- John Milius: Jagd auf Dillinger (1973), Der Wind und der Löwe (1975)
- Mike Nichols: Die Reifeprüfung (1967 – für Oscar nominiert), Catch-22 – Der böse Trick (Catch-22) (1970)
- Jack Nicholson: Drive, He Said (1967)
- Alan J. Pakula: Klute (1971), Zeuge einer Verschwörung (1974), Die Unbestechlichen (1976 – für Oscar nominiert)
- Sam Peckinpah: The Wild Bunch (1969), Pat Garrett jagt Billy the Kid (1973), Bring mir den Kopf von Alfredo Garcia (1974)
- Arthur Penn: Bonnie und Clyde (1967 – Für Oscar nominiert), Little Big Man (1970), Duell am Missouri (1976)
- D. A. Pennebaker: Dont Look Back (1967), Monterey Pop (1968)
- Roman Polański: Rosemaries Baby (1968), Chinatown (1974 – für Oscar nominiert)
- Sydney Pollack: Nur Pferden gibt man den Gnadenschuß (1969), Jeremiah Johnson (1972), Die drei Tage des Condor (1975)
- Bob Rafelson: Five Easy Pieces (1970 – für Oscar nominiert), Der König von Marvin Gardens (1972)
- Carl Reiner: Wo is' Papa? (1970)
- George A. Romero: Die Nacht der lebenden Toten (1968), Zombie (1978)
- Herbert Ross: Die Eule und das Kätzchen (1970), Mach’s noch einmal, Sam (1972), Am Wendepunkt (1977 – für Oscar nominiert)
- Richard Rush: Die wilden Schläger von San Francisco (1967), Psych-Out (1968)
- Jerry Schatzberg: Panik im Needle Park (1971), Asphalt-Blüten (1973)
- John Schlesinger: Midnight Cowboy (1969 – Oscar für beste Regie), Der Marathon-Mann (1976)
- Martin Scorsese: Wer klopft denn da an meine Tür? (1967), Hexenkessel (1973), Alice lebt hier nicht mehr (1974), Taxi Driver (1976 – für Oscar nominiert), Wie ein wilder Stier (1980 – für Oscar nominiert)
- Steven Spielberg: Sugarland Express (1974)
- Douglas Trumbull: Lautlos im Weltraum (1972), Projekt Brainstorm (1983)
- Michael Wadleigh: Woodstock (1970)
- Peter Yates: John und Mary (1969), Vier schräge Vögel (1972), Bei mir liegst du richtig (1974)